# Hideki Ishige
Hideki Ishige (født 21. september 1994) er en japansk fodboldspiller, som spiller for den japanske fodboldklub Shimizu S-Pulse.